# Philadelphia International Records
Philadelphia International Records é uma gravadora dos Estados Unidos fundado por Kenneth Gamble e Leon Huff em 1971, atua no mercado de música funk e R&B.